# Кора (Вайомінг)
Кора (англ. Cora) — переписна місцевість (CDP) в США, в окрузі Саблетт штату Вайомінг. Населення — 114 особи (2020).

## Географія
Кора розташована за координатами 42°57′28″ пн. ш. 109°59′30″ зх. д. / 42.95778° пн. ш. 109.99167° зх. д. (42.957656, -109.991587).  За даними Бюро перепису населення США в 2010 році переписна місцевість мала площу 12,93 км², уся площа — суходіл.

### Клімат
| Клімат : Кора                      | Клімат : Кора | Клімат : Кора | Клімат : Кора | Клімат : Кора | Клімат : Кора | Клімат : Кора | Клімат : Кора | Клімат : Кора | Клімат : Кора | Клімат : Кора | Клімат : Кора | Клімат : Кора | Клімат : Кора |
| Показник                           | Січ.          | Лют.          | Бер.          | Квіт.         | Трав.         | Черв.         | Лип.          | Серп.         | Вер.          | Жовт.         | Лист.         | Груд.         | Рік           |
| Абсолютний максимум, °C            | 11,1          | 10,0          | 15,6          | 23,3          | 27,8          | 31,1          | 32,8          | 33,3          | 29,4          | 23,9          | 16,7          | 10,0          | 33,3          |
| Середній максимум, °C              | −3,4          | −1,5          | 3,0           | 9,1           | 15,0          | 20,4          | 24,4          | 24,1          | 18,9          | 12,3          | 2,3           | −3,1          | 10,2          |
| Середня температура, °C            | −10,3         | −8,9          | −4,3          | 1,3           | 6,4           | 11,0          | 14,2          | 13,6          | 8,9           | 3,4           | −4,8          | −10           | 1,8           |
| Середній мінімум, °C               | −17,1         | −16,4         | −11,7         | −6,5          | −2,2          | 1,6           | 4,1           | 3,0           | −1,2          | −5,4          | −11,9         | −16,9         | −6,7          |
| Абсолютний мінімум, °C             | −37,8         | −40           | −32,2         | −20,6         | −14,4         | −9,4          | −5            | −6,7          | −15,6         | −21,7         | −35           | −43,3         | −43,3         |
| Норма опадів, мм                   | 20            | 14            | 15            | 19            | 46            | 31            | 30            | 31            | 38            | 21            | 18            | 13            | 296           |
| ---------------------------------- | ------------- | ------------- | ------------- | ------------- | ------------- | ------------- | ------------- | ------------- | ------------- | ------------- | ------------- | ------------- | ------------- |
| Джерело: NOAA (normals, 1971–2000) |               |               |               |               |               |               |               |               |               |               |               |               |               |

## Демографія
Згідно з переписом 2010 року, у переписній місцевості мешкали 142 особи в 59 домогосподарствах у складі 38 родин. Густота населення становила 11 особа/км².  Було 79 помешкань (6/км²).
Расовий склад населення:
| - 99,3 % — білих - 0,7 % — азіатів |

До двох чи більше рас належало 0,0 %. Частка іспаномовних становила 6,3 % від усіх жителів.
За віковим діапазоном населення розподілялося таким чином: 26,1 % — особи молодші 18 років, 61,2 % — особи у віці 18—64 років, 12,7 % — особи у віці 65 років та старші. Медіана віку мешканця становила 42,7 року. На 100 осіб жіночої статі у переписній місцевості припадало 125,4 чоловіків;  на 100 жінок у віці від 18 років та старших — 114,3 чоловіків також старших 18 років.

Цивільне працевлаштоване населення становило 0 осіб. 